# Công ước mét
Công ước Meter (tiếng Pháp: Convention du Mètre), còn được gọi là Hiệp ước Meter, là một hiệp ước quốc tế được ký kết tại Paris ngày 20 tháng 5 năm 1875 bởi các đại diện của 17 quốc gia. Hiệp ước thành lập một viện với mục đích phối hợp công nghệ đo lường quốc tế và điều phối sự phát triển của hệ thống số liệu. Công ước cũng thiết lập các tổ chức liên kết để giám sát hoạt động của viện. Ban đầu nó chỉ liên quan đến các đơn vị khối lượng và chiều dài, nhưng trong năm 1921, tại cuộc họp lần thứ sáu của Hội nghị Toàn cầu về Trọng lượng và Đo lường (CGPM), nó đã được sửa đổi và bổ nhiệm nó để bao gồm tất cả các phép đo vật lý. Năm 1960, tại cuộc họp lần thứ 11 của CGPM, hệ thống các đơn vị đã thiết lập đã được sửa chữa và mở lại như là "Hệ đo lường quốc tế" (SI).